# Villanueva Mesía
Villanueva Mesía er en by og kommune i det sydøstlige Spanien i provinsen Granada. Den har et indbyggertal på 1.979 (2024) indbyggere.